# Власівка (Берестинський район)
Вла́сівка — село в Україні, у Берестинському районі Харківської області. Населення становить 600 осіб. Орган місцевого самоврядування — Власівська сільська рада.
Після ліквідації Кегичівського району 19 липня 2020 року село увійшло до Красноградського (Берестинського) району.

## Географія
Село Власівка знаходиться на лівому березі річки Берестова, вище за течією на відстані 1 км розташоване село Золотухівка, нижче за течією на відстані 2 км розташоване село Березівка, на протилежному березі — села Шевченкове і Кофанівка.

## Історія
Засноване 1819 року.
Під час організованого радянською владою Голодомору 1932—1933 років померло щонайменше 285 жителів села.

## Постаті
- Набок Олександр Миколайович — генерал — лейтенант Міністерства внутрішніх справ України. Начальник Західного територіального управління Національної гвардії України.

## Економіка
- Молочно-товарна і свино-товарна ферми.
- КСП «Власівський».

## Об'єкти соціальної сфери
- Школа.
- Клуб.
- Спортивний майданчик.